# Луцка
Луцка (рум. Luțca) — село у повіті Нямц в Румунії. Входить до складу комуни Сагна.
Село розташоване на відстані 289 км на північ від Бухареста, 46 км на схід від П'ятра-Нямца, 51 км на південний захід від Ясс.

## Населення
За даними перепису населення 2002 року у селі проживали 469 осіб, усі — румуни. Усі жителі села рідною мовою назвали румунську.